# Sydney Blue Sox
Uniformes
Les Sydney Blue Sox sont un club de baseball australien fondé en 2009 à Sydney en Nouvelle-Galles du Sud. Les matchs à domicile se jouent au Blacktown Baseball Stadium.
Les Blue Sox évoluent en Ligue australienne de baseball depuis 2010. En saison inaugurale, ils terminent deuxièmes en saison régulière et perdent en play-off face au Perth Heat puis au Adelaide Bite.

## Histoire
La franchise est fondée en 2009 avec le retour de la Ligue australienne de baseball.
À la suite d'une compétition lancée pour laisser les fans choisir les noms des franchises, la Name Your ABL Team, Sydney prend le nom de Blue Sox.
L'engouement est tel que les 500 abonnements pour la saison inaugurale sont écoulés deux mois avant le premier match de la franchise, poussant le club à créer une liste d'attente pour la saison 2011-2012. Le premier match de la saison se joue à guichets fermés.

## Managers
Le premier et actuel manager de la franchise est l'australien Glenn Williams, ancien joueur de Ligue majeure et Ligue mineure aux États-Unis.

## Saisons
- 2010-2011: 1er en saison régulière, défait en finale préliminaire.

## Trophées et honneurs individuels
- Meilleur lanceur: David Welch[9].
- Meilleur releveur: Koo Dae-Sung[10].
- Recrue de l'année: Trent Schmutter[11].

## Médias
Le 1er novembre 2010, Triple H FM, une radio locale de Sydney, annonce qu'elle commentera les matchs des Sydney Blue Sox à domicile ainsi qu'une partie des matchs des Canberra Cavalry.